# Confédération Africaine de Handball
Die Afrikanische Handballföderation (französisch Confédération Africaine de Handball; CAHB) ist der Dachverband für den Handball in Afrika mit 52 nationalen Mitgliedsverbänden und einer von fünf Kontinentalverbänden der International Handball Federation.

## Organisation
Im Jahr 1972 trafen sich Vertreter der Handballverbände von Ägypten, Tunesien, Algerien, Marokko, Senegal und Kamerun in Tunis und bildeten ein provisorisches Komitee mit Sitz in Dakar. Am 15. Januar 1973 fand in Lagos im Rahmen der 2. Afrikaspiele der Gründungskongress für den afrikanischen Handballverband statt. Seit 1978 hat der Verband seinen Sitz in Abidjan. Präsident ist seit 2008 Mansourou Aremou aus Benin, Generalsekretär der Kongolese Charles Omboumahou. Amtssprachen sind Englisch, Französisch und Arabisch.
Die Mitgliedsländer des CAHB sind in sieben Zonen aufgeteilt:
- Zone 1: Algerien, Libyen, Marokko, Tunesien
- Zone 2: Kap Verde, Gambia, Guinea-Bissau, Guinea, Mali, Mauretanien, Senegal, Sierra Leone
- Zone 3: Benin, Côte d’Ivoire, Ghana, Burkina Faso, Liberia, Niger, Nigeria, Togo
- Zone 4: Kamerun, Zentralafrikanische Republik, Republik Kongo, Gabun, São Tomé und Príncipe, Tschad, Demokratische Republik Kongo, Äquatorialguinea
- Zone 5: Burundi, Djibouti, Ägypten, Äthiopien, Kenia, Uganda, Ruanda, Sudan, Südsudan, Somalia, Tansania
- Zone 6: Angola, Südafrika, Botswana, Lesotho, Malawi, Mosambik, Namibia, Swasiland, Sambia, Simbabwe
- Zone 7: Komoren, Madagaskar, Mauritius, Seychellen

## Wettbewerbe

### Nationalmannschaften
Der Verband lässt im zweijährigen Rhythmus die Handball-Afrikameisterschaft in einem Mitgliedsland ausrichten:
- Handball-Afrikameisterschaft der Frauen
- Handball-Afrikameisterschaft der Männer

Die amtierenden Afrikameister sind Tunesien bei den Männern und Angola bei den Frauen.

### Vereinsmannschaften
Ferner organisiert die CAHB Wettbewerbe für Vereinsmannschaften:
- CAHB Champions League
- CAHB Champions League der Frauen